# Вересівка
Вересі́вка (до 1960 року — Могилівка) — село в Україні, у Чижівській сільській територіальній громаді Звягельського району Житомирської області. Кількість населення становить 78 осіб (2001).

## Населення
Наприкінці 19 століття кількість населення становила 47 осіб, дворів — 12.
У 1906 році у поселенні налічувалося 89 мешканців, дворів — 20, у 1923 році — 14 дворів та 167 мешканців, у 1924 році — 23 двори та 136 жителів.
Відповідно до результатів перепису населення СРСР, кількість населення, станом на 12 січня 1989 року, становила 110 осіб. Станом на 5 грудня 2001 року, відповідно до перепису населення України, кількість мешканців села становила 78 осіб.

### Мова
Розподіл населення за рідною мовою за даними перепису 2001 року:
| Мова       | Відсоток |
| ---------- | -------- |
| українська | 98,72%   |
| російська  | 1,28%    |

## Історія
Наприкінці 19 століття — Могилівка, село Сербівської волості Новоград-Волинського повіту Волинської губернії, на річці Могилівка.
У 1906 році — сільце Сербівської волості (2-го стану) Новоград-Волинського повіту Волинської губернії. Відстань до повітового центру, м. Новоград-Волинський, становила 20 верст, від волосного центру, с. Серби — 11 верст. Найближче поштово-телеграфне відділення розміщувалося у Емільчині.
У 1923 році включене до складу новоствореної Варварівської сільської ради, яка, 7 березня 1923 року, увійшла до складу новоутвореного Городницького району Житомирської (згодом — Волинська) округи. Розміщувалося за 37 верст від районного центру, містечка Городниця, та 3,5 версти — від центру сільської ради, колонії Варварівка. 26 березня 1925 року передане до складу Катеринівської сільської ради Городницького району. 22 лютого 1928 року село, в складі сільської ради, передане до Емільчинського (згодом — Ємільчинський) району Коростенської округи.
Під час сталінських репресій в 30-і роки минулого століття органами НКВС заарештовано та позбавлено волі на різні терміни 5 мешканців села, з яких 3 чол. розстріляно.
11 серпня 1954 року, внаслідок ліквідації Катеринівської сільської ради, увійшло до складу Варварівської сільської ради Ємільчинського району. 5 серпня 1960 року, відповідно до рішення Житомирського облвиконкому № 790 «Про уточнення назв і перейменування деяких населених пунктів в районах області», село Могилівка перейменовано на с. Вересівка.
23 липня 1991 року, відповідно до постанови Кабінету Міністрів Української РСР № 106 «Про організацію виконання постанов Верховної Ради Української РСР…», село віднесене до зони гарантованого добровільного відселення (третя зона) внаслідок аварії на Чорнобильській АЕС.
12 червня 2020 року, відповідно до розпорядження Кабінету Міністрів України № 711-р «Про визначення адміністративних центрів та затвердження територій територіальних громад Житомирської області», територію та населені пункти Варварівської сільської ради включено до складу Чижівської сільської територіальної громади Новоград-Волинського (згодом — Звягельський) району Житомирської області.